# Òptica de pel·lícula prima

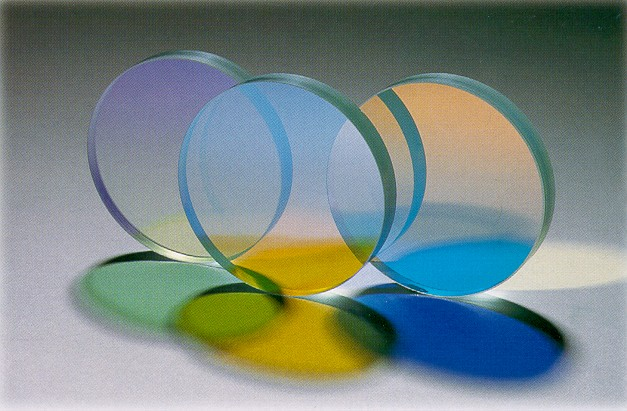
Els filtres dicroics són creats utilitzant l'òptica de pel·lícula prima.

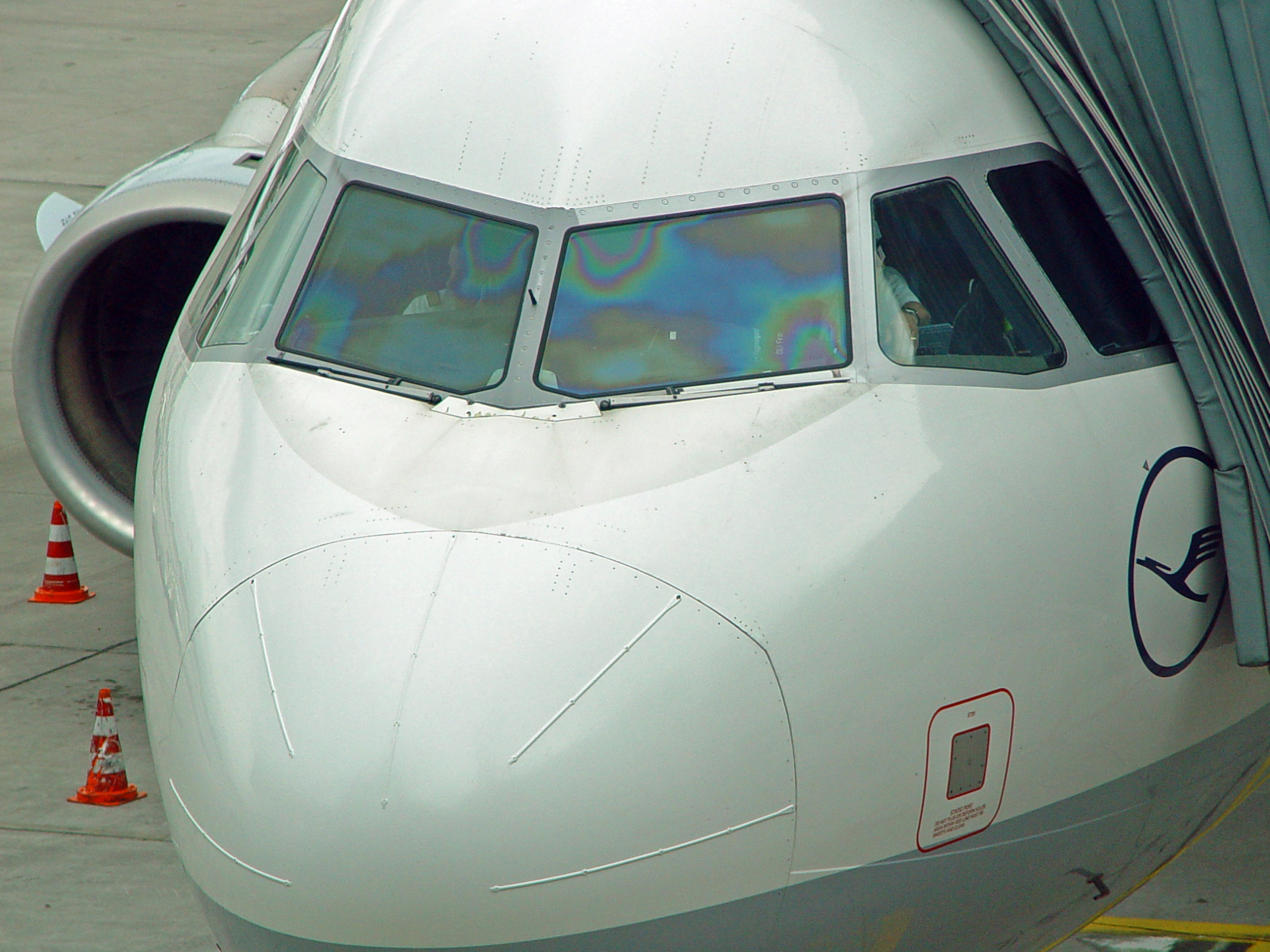
Interferència de pel·lícula prima causada pel recobriment d'ITO a la finestra d'un Airbus.

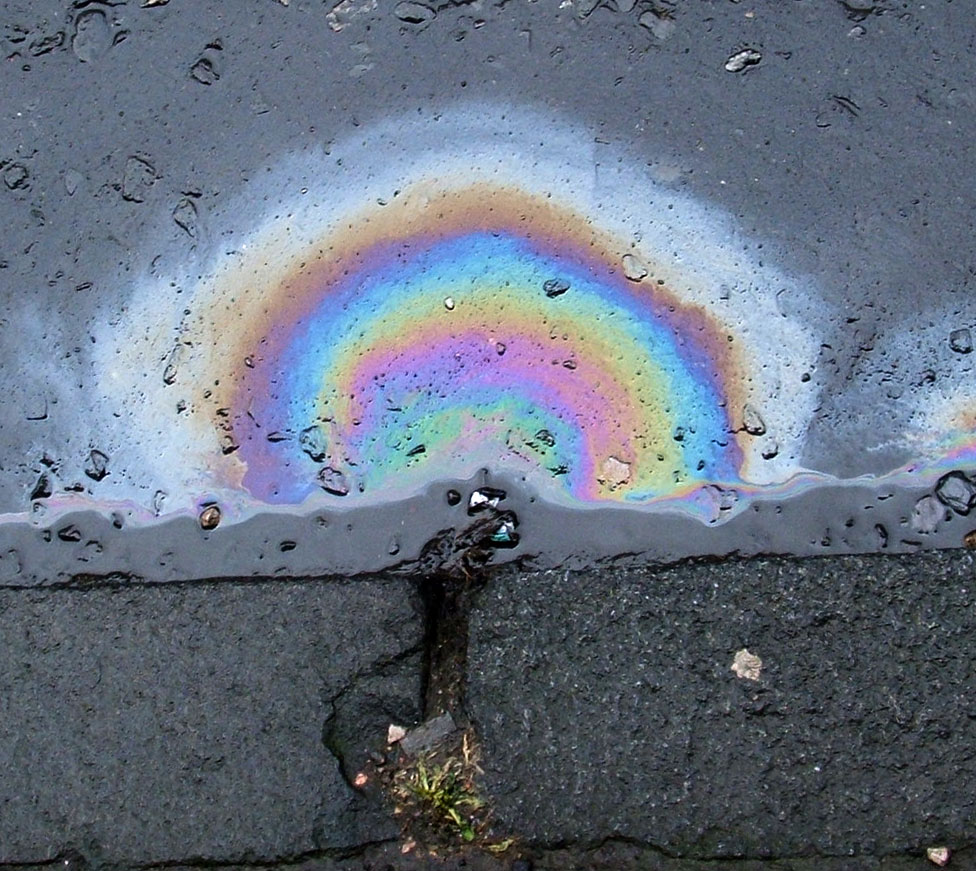
El patró de llum de colors format per una interferència entre la llum blanca que es reflecteix de la superfície d'una pel·lícula prima de combustible dièsel sobre l'aigua, i la llum provinent de la interfície diesel-aigua.

L'òptica de pel·lícula prima és la branca de l'òptica que estudia la interacció de la llum amb capes molt primes de diferents materials. Per tal de complir-se les condicions d'òptica de pel·lícula prima, el gruix de les capes dels materials han de ser de l'ordre de la longitud d'ona de llum visible (aproximadament 500 nm). Les capes d'aquesta mida poden tenir destacables propietats físiques a causa de la interferència de la llum i la diferència d'índex de refracció entre les capes, l'aire, i el substrat. Aquests efectes alteren la manera com la llum es transmet i reflecteix. Aquests fenòmens, englobats dins de l'òptica de pel·lícula prima, es poden observar en bombolles de sabó.
La fabricació d'aquestes capes de pel·lícula prima es pot fer a través de Deposició en capa fina d'una o més capes primes de material a un substrat. Això es fa normalment amb la tècnica de deposició física de vapor , l'evaporació o sputter deposition, o un procés químic com la deposició química de vapor.
Les pel·lícules primes es fan servir per crear recobriments òptics. Algunes de les seves aplicacions són en superfícies d'emissivitat baixa de vidre per a cases i cotxes, cristalls amb recobriments antireflectors i per miralls i filtres òptics d'alta qualitat. Una altra aplicació d'aquests recobriments és en filtres espacials.